# Gaetano Panazza
Gaetano Panazza (Brescia, 8 maggio 1914 – Brescia, 10 ottobre 1996) è stato un letterato, storico e critico d'arte italiano.

## Biografia
Laureato in Lettere e Filosofia nell’Università degli Studi di Pavia nel 1945 diviene prima assistente volontario alla Cattedra di Storia dell’Arte Medievale e Moderna (1946-1948) e successivamente assistente volontario presso il Gabinetto di Storia dell’Arte Medievale e Moderna (1949-1951). Nel contempo è direttore dei Civici Musei d'Arte e Storia di Pavia (1947- 56) e dei Civici Musei e Pinacoteca di Brescia (1956-78) e vice presidente dell'Associazione Nazionale Musei di Enti Locali, deputato della Società Storica Lombarda, membro del Comitato Regionale della Lombardia per i Musei, presidente della Sezione di Brescia di «Italia Nostra».
Si è distinto come autore e promotore di studi e ricerche sull'Alto Medioevo e, in modo particolare, nel corso del secondo conflitto mondiale contribuisce in modo determinante alla conservazione della biblioteca, dell'archivio e dei beni mobili dell'Ateneo di Brescia e dei Musei cittadini.

## Pubblicazioni[1]
- Sculture pre-romaniche a Gussago. In: Brescia. Monografia-guida (Lovere 1938: 13)
- La pittura bresciana del Rinascimento (catalogo mostra). (in collab.; Bergamo, 1939)
- Bibliografia ed elenco delle opere esistenti in Brescia e provincia. In: Pittura del Moretto e del Romanino in chiese e palazzi del bresciano. (Suppl. al catalogo della mostra) (Bergamo, 1939)
- Pitture in Brescia dal duecento all'Ottocento (catalogo della mostra) (in collab.; Brescia 1946)
- La Madonna di S. Luca di Bagolino. In: La Madonna pellegrina (Sabbio Chiese, 1949: 11)
- Mostra di Pasquale Massacra, 1819-1849. (catalogo). (in collab.; Padova, 1950)
- S. Rocco di Bagolino e il pittore Giovanni Pietro da Cemmo (Bagolino, 1952)
- Lapidi e sculture paleocristiane e preromantiche di Pavia, in Arte del primo Millennio In: Atti II Conv. per lo studio dell'arte dell'Alto Medioevo (Università di Pavia, 1950). (Torino, 1953: 211)
- Pavia e la sua Provincia. (in collab.; EPT di Pavia, Milano 1955)
- La chiesa dei SS. Gervasio e Protasio a Pavia In: Atti 5. Conv. Naz. di storia dell'architettura, (Perugia, 1948) (Firenze, 1957: 221)
- Brescia. Civico Museo Romano (p. 157), Civico Museo dell'Età cristiana (p. 165), Pinacoteca Tosio-Martinengo (p. 168), Pavia. Musei civici (p. 215). In 1 Musei di Lombardia («Istit. Lomb. di Sc. Lett. ed Arti», 1957)
- Romolo Romani (1884-1916) In: Romolo Romani. Rassegna retrospettiva dell'opera del pittore Romolo Romani, (catalogo) (Brescia 1958)
- Pinacoteca civica Tosio-Martinengo, Brescia. Con elenco delle opere. (Milano 1959)
- I Musei e la Pinacoteca di Brescia. (in: «Monografia illustrata. Brescia e provincia», 1959: 55)
- Gli scavi, l'architettura e gli affreschi della Chiesa di S. Salvatore in Brescia. In: La Chiesa di S. Salvatore in Brescia. Atti 8. Congr. di studi sull'arte dell'alto Medioevo, (Verona-Venezia-Brescia, 1959) (vol.2., Milano, 1962: 7)
- Dipinti bresciani inediti del Rinascimento. In: Scritti di storia dell'arte in onore di Mario Salmi (vol.2., Roma, 1962: 429)
- Il progetto di legge comunale e provinciale, In: Atti del Conv. Naz. dell'Associazione Naz. dei direttori e funzionari dei musei di enti locali (Bologna, 1962)
- Pinacoteca Civica Tosio-Martinengo. Brescia. Con l'elenco delle opere. (2ª ediz., Milano, 1964)
- Note sul materiale barbarico trovato nel Bresciano. In: Problemi della civiltà e dell'economia longobarda. Scritti in memoria di Gian Piero Bognetti, (Milano, 1964: 137)
- Mostra di Girolamo Romanino (catalogo) (in collab.; 2ª ed. Brescia, 1965)
- Affreschi di Girolamo Romanino, (CaRiPLo, Milano, 1965)
- Giovanni Andrea Sicco pittore cremonese. In: Arte in Europa. Scritti di storia dell'arte in onore di Edoardo Arslan, Vol.1. (Milano, 1966: 531)
- Echi del Mantegna e di altri artisti a Brescia. In: Atti 6. Conv. Internaz. di studi sul Rinascimento (Firenze, 1966: 145)
- La diocesi di Brescia. Corpus della scultura altomedioevale 3. (in collab.; Centro Ital. Studi sull'Alto Medioevo, Spoleto, 1966)
- Le opere d'arte di Torino e dintorni descritte da Francesco Paglia. In: Studi di storia dell'arte in onore di Vittorio Viale. (Torino 1967: 71)
- Introduzione: Mostra di stampe italiane della Pinacoteca Repossi a Chiari (Fondaz. Biblioteca Morcelli e Pinacoteca Repossi, 1968). (in collab.; Chiari, 1968: 13)
- Le collezioni pavesi. In: Atti 4. Congr. Internaz. di studi sull'Alto Medioevo (Pavia, 1967). (Spoleto, 1969: 470)
- Itinerario artistico in Valle Trompia. In: Antologia gardonese, (Brescia, 1969: 28)
- I musei nelle Regioni e nella programmazione regionale. In: 9. Conv. Associaz. Naz. dei direttori e funzionari dei musei di Enti locali (Lecce, 1968) (Atti; Galatina, 1969: 27)
- I musei storico-artistici di enti locali e istituzionali nell'organizzazione regionale. In: 11. Conv. dell'Associa. Naz. dei Musei locali e istituzionali. (Udine, 1971) (Atti, Padova, 1971: 25)
- Relazione sugli scavi nel Castello di Brescia, (in: «Atti del Ce.S.D.I.R.» vol.3., 1970-1971: 179)
- Tombe barbariche nelle ortaglie del monastero di S. Salvatore in Brescia. In: Scritti storici in memoria di Paolo Lino Zovatto (Milano, 1972: 139)
- Arnaldo Soldini (1861-1936) (Iseo, 1972). (catalogo mostra) (Brescia, 1972)
- La legislazione dei musei di enti locali e proposte per una legge regionale lombarda dei musei di enti locali. In: 10. Conv. dell'Associaz. Naz. dei Musei locali ed istituzionali: Le Regioni ed i musei degli enti locali. (Varese, 1970). (Atti, Varese-Milano, 1972:18)
- Cesare Monti. Mostra commemorativa. (catalogo) (Galleria d'Arte «il Pittocchetto», Brescia, 1973)
- La Pinacoteca Tosio Martinengo. (in collab.; CaRiPLo, Milano, 1974)
- Progetti per una cattedrale. La fabbrica del Duomo Nuovo di Brescia nei sec. 17.-18. (in Collab.; Soc. per la Storia della Chiesa a Brescia, 1974)
- Codici miniati della Chiesa di S. Francesco d'Assisi di Brescia. (in collab. Banca S. Paolo, Brescia, 1974)
- La documentazione iconografica e grafica dei monumenti nell'area del Foro di Brescia fino al 1974. In: Atti Conv. Internaz. per il 19. centenario della dedicazione del «Capitolium» (Brescia, 1973). (vol.2., Suppl. «Comm. Ateneo di Brescia» 1975: 67)
- La «quadra», la parrocchia, il monastero, la chiesa. In: S. Giovanni in Brescia, vol.1 (Brescia, 1975: 7)
- I precedenti bresciani del Caravaggio. In: Novità su Caravaggio. Saggi e contributi, (Milano, 1975: 163)
- Angelo Inganni, In Angelo Inganni (Gussago, 1975) (catalogo mostra) (Brescia, 1975: 11)
- L'arte come testimonianza. In: Piazza della Loggia, 28 mag. 1974: l'arte come autocoscienza contro il fascismo di ieri e di oggi. (Brescia, 1975: 10)
- Il tesoro delle SS. Croci del Duomo Vecchio di Brescia. («Compagnia delle Sante Croci», Brescia, 1977)
- La documentazione storica del complesso architettonico. In: S. Salvatore di Brescia. Materiali per un museo. 1, vol.2.: Contributi per la storia del monastero e proposte per un uso culturale dell'area storica di S. Giulia, (Brescia, 1978: 17)
- Brescia e il suo territorio da Teodorico a Carlo Magno. In: I Longobardi e la Lombardia: saggi. (Milano, 1978: 121)
- Le miniature. In: La Confraternita dei Santi Antonio abate, Faustino e Giovita a Memmo di Collio. (Comunità Montana della Valle Trompia, Brescia, 1978: 41)
- Campini Luigi e Cesare; Castelli Arturo. In: Dizionario Biografico degli Italiani, vol.21, (Roma, 1978: 545 e 683)
- La presenza a Bergamo di Alessandro Bonvicino detto il Moretto. In: 1 pittori bergamaschi dal 13. al 19. sec., vol.3, il Cinquecento, (Bergamo, 1979: 79)
- I musei d'arte e di storia della città di Brescia: la formazione dei nuclei museali e la consistenza del patrimonio. In: La didattica dei beni culturali. Atti seminario, (1978) (Comune di Brescia, 1980: 93)
- La storia di Brescia letta nelle testimonianze delle attività costruttive. In: La didattica dei beni culturali. Atti seminario, (1978) (in collab.; Comune di Brescia, 1980: 109)
- Di alcuni affreschi medievali a Brescia, (in «Commentari» a.11. (3-4), Roma, 1980: 179)
- Il volto storico di Brescia, vol. II. Brixia, le carte del territorio, le piante e le vedute, (in collab.; Brescia, 1980)
- Il volto storico di Brescia, vol.3.: Le mura, gli spalti e le porte, il Castello, le piazze, (in collab.; Brescia, 1980)
- La «domus» nella ortaglia del monastero di S. Giulia a Brescia. In: Archeologia e storia a Milano e nella Lombardia orientale. (Como, 1980: 97)
- Brescia nelle vecchie fotografie, (in collab.; Bergamo, 1980)
- Partecipazione dei direttori di musei alle commissioni consultive regionali e esperienze in Lombardia, in Museo e società. In: Atti 17. Conv. Naz. dell'Associaz. Naz. dei Musei di enti locali e istituzionali. (Palermo, 1979) (Palermo, 1980: 74)
- Arte in Val Camonica. Monumenti e opere. Vol.1. (in collab.; BIM di Valle Camonica, Brescia, 1980)
- Frammenti altomedievali in S. Siro. In: A. Priuli, La Pieve romanica di S. Siro, (Cemmo, Capo di Ponte - Bornato, 1981: 29)
- Il recente ritrovamento di alcuni disegni del monastero di S. Giulia in Brescia. In: Atti delle «Prime giornate di studio» sulla storia della Abazia di Rodengo (Rodengo, 1980) (in collab.; Ass. Amici Abazia di Rodengo, Brescia, 1981: 121)
- Il volto storico di Brescia, vol.4., Le vie. (in collab.; Brescia, 1981)
- L'opera grafica di Angelo Inganni. In: Disegni di Angelo Inganni. 1807-1880. (Comune di Gussago, Brescia, 1981: 15)
- La «Iudicaria sermionense» e alcuni suoi reperti scultoreo-architettonici. In: Verona in età gotica e longobarda. Atti Conv., (1980). (Verona, 1982: 267)
- Problemi della cripta. In: Seminario Internaz. sulla decorazione pittorica del S. Salvatore di Brescia (Brescia, 1981) (Istit. di Storia dell'Arte, Pavia, 1983: 55)
- Arte in Val Camonica. Monumenti e opere, Vol.2. (in collab.; BIM di Valle Camonica, Brescia, 1984)
- Un ignoto pittore lombardo del secolo 15. In: Studi di storia dell'arte in memoria di Mario Rotili (Napoli, 1984: 347)
- Impegno civile e adesione morale all'evento storico. In: La memoria storica dell'arte. Monumenti, disegni, rilievi policromi di Umberto Mastroianni. (catalogo mostra) (Brescia, 1984: 22)
- Il volto storico di Brescia, vol.5.: Indici, bibliografia e append. (in collab.; Brescia, 1985)
- I musei bresciani (p. 307), La scultura tra il 19. e il 20. sec. (p. 165 e 263) In: Brescia postromantica e liberty 1880-1915 (catalogo mostra) (Comune di Brescia, 1985)
- Angelo Zanelli, In «La scrittura plastica». Breve profilo della scultura bresciana del '900. (catalogo mostra). (Verolanuova, 1985: 12)
- Gerolamo Romanino In: I Campi e la cultura artistica cremonese del Cinquecento. (Cremona, 1985). (Milano, 1985: 99)
- Pievi, monasteri e castelli tra il sec. 9. e il 14. nella zona del Garda sud-occidentale. In: Verona dalla caduta dei Carolingi al libero Comune, (Verona, 1986: 61)
- Collio e le sue montagne. Paesaggi di Paolo Cassa (1888-1983). (Comune di Collio; Brescia, 1988)
- Gli affreschi del secolo 15. in S. Agata a Brescia. In: S. Agata. La chiesa e la comunità. (Brescia, 1989: 103);
- Dalle basiliche paleocristiane alle odierne cattedrali: problemi e scoperte. In: Le basiliche paleocristiane e le cattedrali di Brescia. Problemi e scoperte (Brescia, 1990: 9)
- Il Convento agostiniano di S. Barnaba a Brescia e gli affreschi della libreria. (Banca S. Paolo, Brescia, 1990)
- Gian Gerolamo Savoldo: quesiti risolti e problemi insoluti, in Giovanni Gerolamo Savoldo tra Foppa, Giorgione e Caravaggio. (Brescia, 1990) (catalogo mostra) (Milano, 1990: 26)
- Arte in Valcamonica. Monumenti e opere. Vol.3. (in collab.; BIM di Valle Camonica, Brescia, 1990)
- L'ingegnere Lodovico Giordani. In: Il museo del ferro «Lodovico Giordani». (Fondaz. Civiltà Bresciana, Brescia, 1991: 9)
- Brescia In: Enciclopedia dell'arte medievale (Istit. dell'Encicl. Ital., Vol.3., Roma, 1992: 711)
- Osservazioni sui frammenti scultorei di S. Salvatore in S. Giulia di Brescia. In: Archeologia, arte, storia di un monastero regio dai Longobardi al Barbarossa. Atti Conv. (Comune di Brescia, 1992: 231)
- Le pievi e i santuari: un ricco patrimonio di storia e di arte. In: La Valtenesi («Guide Grafo» 9, Brescia, 1992: 28)
- La Fondaz. Ugo da Como. In: Atlante del Garda. Uomini, vicende, paesi. (Brescia, 1992: 215)
- L'altare di S. Nicola da Tolentino e la pala di Giuseppe Nuvolone nel Duomo Nuovo di Brescia. In: Brescia e la peste del 1630. Giuseppe Nuvolone e la pala di S. Nicola da Tolentino. Il restauro e la committenza (Comune di Brescia, 1993: 7)
- Gerolamo Calca: un autentico artista. Uno dei maggiori artisti bresciano del nostro secolo, In: Gerolamo Calca. 1878-1957. Mostra antologica (Rovato, 1993: 143)
- Arte in Val Camonica. Monumenti e opere. Vol.3., Pt.2. (in collab.; BIM di Valle Camonica; Brescia, 1994: 738)
- La pittura bresciana nella seconda metà del Cinquecento. In: Mirabilia Vicomercati. Itinerario in un patrimonio d'arte: il Medioevo. (Venezia, 1994: 435)
- Il tesoro delle Sante Croci nel Duomo Vecchio di Brescia. (Compagnia delle Sante Croci, Cattedrale di Brescia, 1994).